# خدمات المكتبة البحثية في جامعة لندن

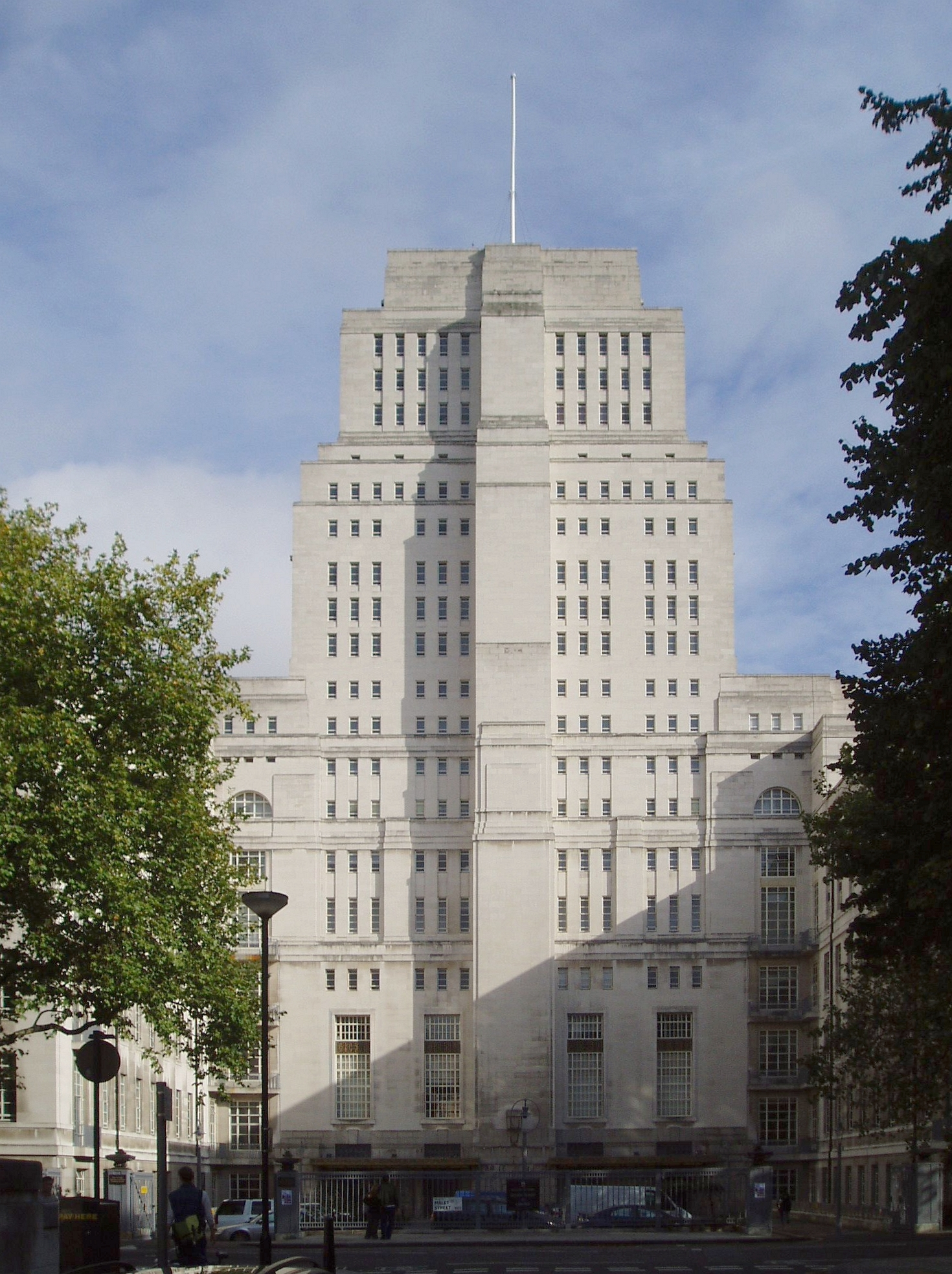

خدمات المكتبة البحثية في جامعة لندن (بالإنجليزية: University of London Research Library Services)‏ التابعة لجامعة لندن وهي مجموعة من المكتبات التي تشكل مجموعة مرجعية ضخمة للبحث العلمي في مجال العلوم الاجتماعية والعلوم الإنسانية.
وتتشكل هذه الشعبة التابعة لجامعة لندن من مكتبة جامعة لندن والتي تعريف حالياً بمكتبة مجلس الشيوخ والمكتبات التابعة للمؤسسات الأكاديمية المختلفة.

## وصلات خارجية
- الموقع الرسمي

‌